# Festival di Woodstock
La Fiera della Musica e delle Arti di Woodstock, meglio conosciuto come festival di Woodstock o con il più semplice Woodstock, è stato uno storico festival musicale tenutosi dal 15 al 18 agosto 1969, all'apice della diffusione della cultura hippie, nella fattoria di Max Yasgur a Bethel, una piccola città rurale nello stato di New York, negli Stati Uniti d'America.
Vi si riferisce spesso con l'espressione 3 Days of Peace & Rock Music, ovvero, "tre giorni di pace e musica rock". Furono stimati dai 400.000 ai 500.000 spettatori.
Il nome ha origine dalla città di Woodstock, nella contea di Ulster, conosciuta per le sue attività artistiche (vi si organizzano festival d'arte), e il festival fu l'ultima grande manifestazione del movimento che da allora si diffuse peraltro sempre più fuori dagli USA, dove era nato, pur senza la coesione e l'originalità che avevano permesso negli anni sessanta eventi come il Monterey Pop festival, la Summer of Love a San Francisco e lo stesso festival di Woodstock.

## Storia
Woodstock era stato ideato come un festival di provincia (e come "An Aquarian Exposition", il nome, dal tono modesto, con cui era pubblicizzato) ma accolse inaspettatamente più di 400 000 giovani (secondo fonti non certe, addirittura un milione di persone). Sul palco si alternarono trentadue tra musicisti e gruppi tra i più noti dell'epoca e la manifestazione terminò un giorno oltre al previsto (era stata programmata fino al 17), il tutto accompagnato con il consumo di quantità enormi di cannabis e LSD, tra cui il celebre "Orange Sunshine". Il festival ebbe una grande carica simbolica la cui notorietà continua ancora oggi e fu un grande evento della storia del rock e del costume.

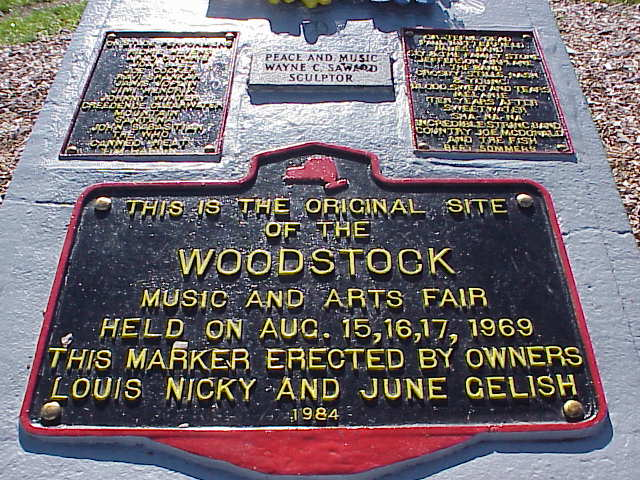
La targa che ricorda il luogo del festival

Un festival omonimo è stato riproposto ogni dieci anni dopo l'originale e, nel 1994, per celebrare i venticinque anni da allora; ogni volta vengono ospitati nuovi artisti, assenti nelle edizioni precedenti, insieme a musicisti già esibitisi su quel palco: così questi eventi, ciclicamente, danno un'idea della trasformazione della società (in particolare negli Stati Uniti) dalla prima ispirazione hippie alle edizioni più recenti, che hanno visto anche episodi di violenza e una sfumatura commerciale ben lontani dall'atmosfera allegra e utopistica dei "figli dei fiori".

### L'ideazione del festival
I promotori del festival di Woodstock furono Michael Lang, John P. Roberts, Joel Rosenman e Artie Kornfeld.
Roberts e Rosenman avevano pubblicato un annuncio sul New York Times e sul Wall Street Journal, presentandosi come "Challenge International, Ltd.": Uomini giovani con capitale illimitato cercano interessanti opportunità, legali, di investimento e proposte d'affari. Lang e Kornfeld li contattarono, e con loro progettarono uno studio di registrazione da mettere su nel villaggio di Woodstock, nella contea di Ulster dello stato di New York, un luogo dall'atmosfera ritirata e tranquilla. Presto, però, immaginarono di realizzare al suo posto un più ambizioso festival musicale e artistico. Roberts era incerto se abbandonare l'iniziativa, consolidando le perdite che vi aveva subito; infine la sua decisione fu di restare nel gruppo e finanziare il Festival.
Woodstock era per loro un'iniziativa commerciale, che chiamarono appunto "Woodstock Ventures", una possibilità di guadagni. Divenne una manifestazione ad ingresso libero quando gli organizzatori si accorsero di stare attirando centinaia di migliaia di persone in più del previsto: circa 186.000 biglietti erano stati acquistati in prevendita.

### La scelta del luogo
Nella primavera del 1969 la Woodstock Ventures affittò per 10.000 dollari il Mills Industrial Park, un'area di 1,2 km² nella contea di Orange, dove avrebbe dovuto svolgersi il concerto. Alle autorità locali era stato assicurato che non si sarebbero radunate più di 50.000 persone, ma gli abitanti si opposero subito all'iniziativa. All'inizio di luglio fu varata una nuova legge locale, per cui sarebbe occorso un permesso speciale per ogni assemblea di più di 5.000 persone. Infine, il 15 luglio il concerto fu definitivamente vietato con la motivazione che i servizi sanitari previsti non sarebbero stati a norma.
La nuova (e definitiva) location fu Bethel, della contea di Sullivan, una cittadina rurale 69 km a sud-ovest di Woodstock.
Elliot Tiber, il proprietario del motel "El Monaco" sul White Lake a Bethel, si offrì di ospitare il festival in una sua tenuta di 15 acri. Aveva già ottenuto un permesso dalla città per il "White Lake Music and Arts Festival", che sarebbe stato un concerto di musica da camera.
Quando si accorse che la sua proprietà era troppo piccola per Woodstock, Tiber presentò gli organizzatori a un allevatore, Max Yasgur, che accettò di affittare loro 600 acri (2,4 km²) per 75.000 dollari. La notizia del concerto che si preparava fu annunciata da una radio locale già prima che i promotori e Yasgur lasciassero il ristorante dove si erano accordati, fatta trapelare da alcuni lavoratori del locale.
Altri 25.000 dollari furono pagati come affitto a proprietari confinanti per ingrandire il sito del festival.
Il terreno di Yasgur formava una conca naturale digradante verso lo stagno Filippini a nord. Il palco fu costruito alla base del rilievo, con lo stagno sullo sfondo. Lo stagno sarebbe diventato un luogo molto amato dai partecipanti, che vi facevano il bagno svestiti.

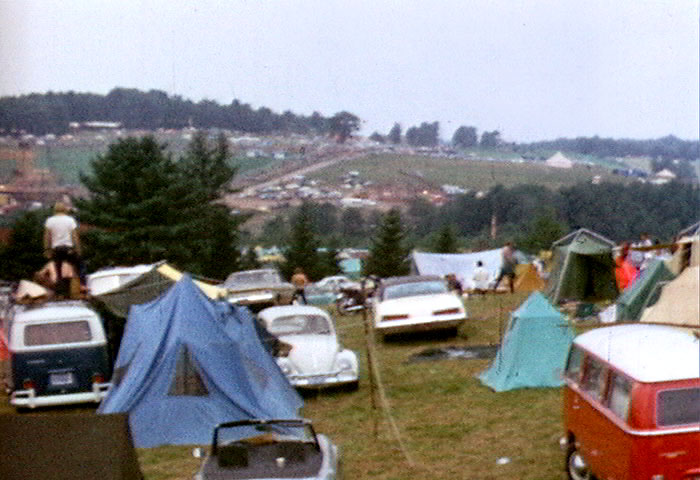
Le tende dove riposavano le persone a Woodstock

Gli organizzatori ripeterono anche alle autorità di Bethel la loro stima di 50.000 partecipanti.

### Ingegneria del suono
L'ingegnere del suono fu Bill Hanley, che avrebbe commentato: "Andò molto bene. Avevo costruito sulle colline delle strutture speciali per gli altoparlanti, e avevo sedici gruppi di altoparlanti su una piattaforma quadrata, che saliva sulla collina su torri di settanta piedi [21 metri]. Il tutto era stato preparato per poter accogliere da 150.000 a 200.000 ascoltatori. Ne arrivarono 500.000."
Dietro il palco erano installati tre trasformatori che fornivano 2.000 Ampere di corrente per alimentare l'apparato di amplificazione.

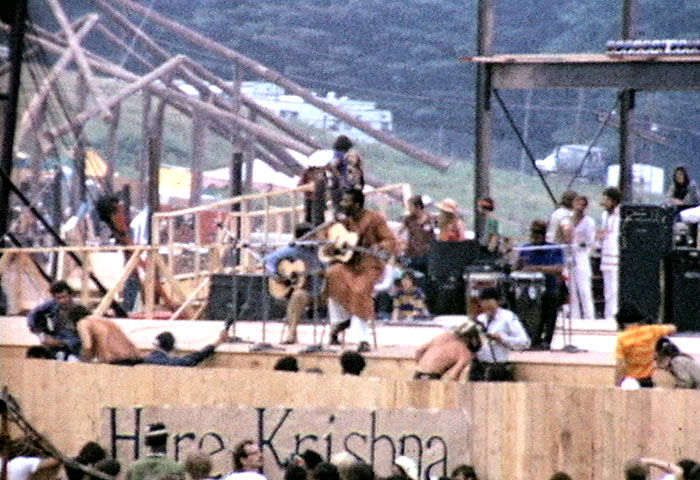
Richie Havens a Woodstock nella giornata del 15 agosto

## Scaletta del festival

### Venerdì 15 agosto
Il concerto iniziò alle 17:07 di venerdì con Richie Havens. La prima giornata fu dei musicisti folk.

#### Richie Havens
Dalle 17.07 Alle 19.00
- High Flyin' Bird
- I Can't Make It Any More
- With a Little Help from My Friends
- Strawberry Fields Forever
- Hey Jude
- I Had a Woman
- Handsome Johnny
- Freedom

Freedom fu un pezzo di totale improvvisazione: a causa dei continui bis richiesti dal pubblico, al settimo esaurì il repertorio, e suonando la chitarra si mise a ripetere "freedom", cioè "libertà". Swami Satchidananda si esibì in un'invocazione per il festival.

#### Swami Satchidananda
Dalle 19.10 Alle 19.20
- Invocazione per il festival

#### Sweetwater
Dalle 19.30 Alle 20.10
- Motherless Child
- Look Out
- For Pete's Sake
- What's Wrong
- Crystal Spider
- Two Worlds
- Why Oh Why
- Let the Sunshine In
- Oh Happy Day
- Day Song

#### Country Joe McDonald
- Janis
- Rockin' All Around the World
- Flyin' High All Over the World
- Seen a Rocket Flyin'
- The "Fish" Cheer/I-Feel-Like-I'm-Fixin'-to-Die Rag

Country Joe McDonald non era in programma il primo giorno, ma fu fatto esibire a sorpresa e senza la sua band, The Fish, perché molti artisti non erano ancora arrivati. Avrebbe suonato di nuovo il terzo giorno, insieme alla band.

#### John Sebastian
- How Have You Been
- Rainbows all Over Your Blues
- I Had a Dream
- Darlin' Be Home Soon
- Younger Generation

John Sebastian lasciò il palco inaspettatamente, dopo essere stato avvisato che la moglie aveva partorito.

#### Sweetwater
- What's Wrong
- Motherless Child
- Look Out
- For Pete's sake
- Day Song
- My Crystal Spider
- Two Worlds
- Why Oh Why

#### The Incredible String Band
- Invocation
- The Letter
- This Moment
- When You Find Out Who You Are

Il gruppo, per problemi vari, suonò il giorno successivo, dopo i Canned Heat.

#### Bert Sommer
- Jennifer
- The Road to Travel
- I Wondered Where You Be
- She's Gone
- Things Are Going My Way
- And When It's Over
- Jeanette
- America
- A Note That Read
- Smile

#### Tim Hardin
- If I Were a Carpenter
- Misty Roses

L'esibizione di Tim Hardin, nonostante la scaletta così breve, durò un'ora.

#### Ravi Shankar
- Raga puriya-dhanashri/Gat in sawarital
- Tabla solo in jhaptal
- Raga manj khamaj
- Iap jor
- Dhun in kaharwa tal

#### Melanie Safka
- Beautiful People
- Birthday of the Sun

#### Arlo Guthrie
- Coming into Los Angeles
- Walking Down the Line
- Amazing Grace

#### Joan Baez
- Oh Happy Day
- The Last Thing on My Mind
- I Shall Be Released
- Joe Hill
- Sweet Sir Galahad
- Hickory Wind
- Drugstore Truck Driving Man
- I Live One Day at a Time
- Sweet Sunny South
- Warm and Tender Love
- Swing Low, Sweet Chariot
- We Shall Overcome

Nei giorni del festival Joan Baez era al sesto mese di gravidanza. Sul palco raccontò che il marito David Harris, obiettore di coscienza, era stato arrestato.

### Sabato 16 agosto
Il concerto di sabato iniziò alle 12:15.

#### Quill
- They Live the Life
- BBY
- Waitin' for You
- Jam

#### Keef Hartley Band
- Spanish Fly
- Believe in You
- Rock Me Baby
- Medley
- Leavin' Trunk
- Halfbreed
- Just to Cry
- Sinnin' for You

#### Santana
- Waiting
- You Just Don't Care
- Savior
- Jingo
- Persuasion
- Evil Ways
- Soul Sacrifice

#### Canned Heat
- A Change Is Gonna Come/Leaving This Town
- Going Up the Country
- Let's Work Together
- Woodstock Boogie

#### Mountain
- Blood of the Sun
- Stormy Monday
- Long Red
- Who am I But You and the Sun
- Beside the Sea
- For Yasgur's Farm (allora senza titolo)
- You and Me
- Theme For an Imaginary Western
- Waiting to Take You Away
- Dreams of Milk and Honey
- Blind Man
- Blue Suede Shoes
- Southbound Train

#### Janis Joplin & The Kozmic Blues Band
- Raise Your Hand
- As Good as You've Been to This World
- To Love Somebody
- Summertime
- Try (Just a Little Bit Harder)
- Kozmic Blues
- Can't Turn You Loose
- Work Me Lord
- Piece of My Heart (con bis)
- Ball and Chain (con bis)

#### Sly & the Family Stone
- Chip Monck intro/M'lady
- Sing a Simple Song
- You Can Make It if You Try
- Everyday People
- Dance to the Music
- I Want to Take you Higher
- Love City
- Stand!

#### Grateful Dead
- St. Stephen
- Mama Tried
- Dark Star/High Time
- Turn on Your Love Light

La performance dei Grateful Dead fu segnata da problemi tecnici, compresa una messa a terra difettosa; Jerry Garcia e Bob Weir ricordarono di aver preso la scossa toccando le loro chitarre.

#### Creedence Clearwater Revival
- Born on the Bayou
- Green River
- Ninety-nine and a Half (Won't do)
- Commotion
- Bootleg
- Bad Moon Rising
- Proud Mary
- I Put a Spell on You
- Night Time is the Right Time
- Keep on Choogin'
- Suzy Q

#### The Who
Iniziarono a suonare solo intorno alle quattro del mattino - a causa, si dice, di litigi con gli organizzatori riguardo alla paga.
L'esibizione venne brevemente interrotta da Abbie Hoffman, poi scaraventato giù dal palco da Pete Townshend a colpi di chitarra
- Heaven and Hell
- I Can't Explain
- It's a Boy
- 1921
- Amazing Journey
- Sparks
- Eyesight to the Blind
- Christmas
- Tommy Can You Hear Me?
- Acid Queen
- Pinball Wizard
- Do You Think It's Alright?
- Fiddle About
- There's a Doctor
- Go to the Mirror
- Smash the Mirror
- I'm Free
- Tommy's Holiday Camp
- We're Not Gonna Take It
- See Me, Feel Me (il sole iniziò a sorgere mentre Roger Daltrey iniziava a cantare il coro in questo brano)
- Summertime Blues
- Shakin' all Over
- My Generation
- Naked Eye

Alla fine della performance degli Who, Pete Townshend sbatté più volte la chitarra sul palco, poi la gettò al pubblico.

#### Jefferson Airplane
Iniziarono alle otto del mattino di domenica, concludendo la maratona notturna.
- Introduction
- The Other Side of This Life
- Somebody to Love
- 3/5 Of a Mile in 10 Seconds
- Won't You Try / Saturday Afternoon
- Eskimo Blue Day
- Plastic Fantastic Lover
- Wooden Ships
- Uncle Sam Blues
- Volunteers
- The Ballad of You & Me & Pooneil
- Come Back Baby
- White Rabbit
- The House at Pooneil Corners

### Domenica 17 e lunedì 18 agosto
Joe Cocker inaugurò l'ultima giornata in programma, alle due del pomeriggio. Prima del suo numero, The Grease Band aveva eseguito alcuni brani strumentali.

#### The Grease Band

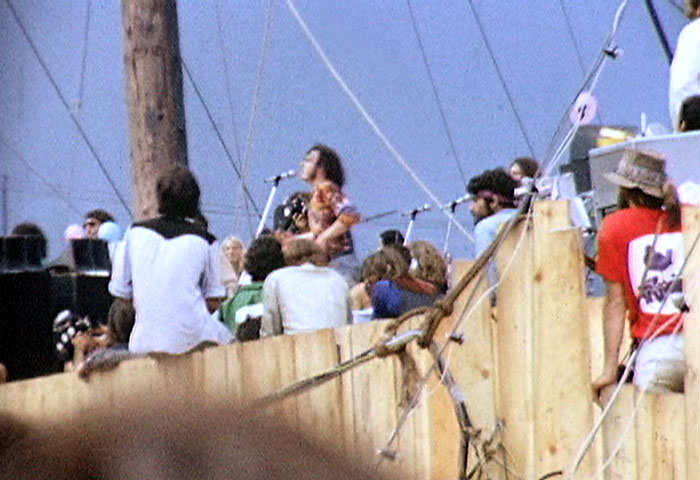
Joe Cocker sul palco

- brani strumentali

#### Joe Cocker
- Dear Landlord
- Something's Comin' On
- Do I Still Figure in Your Life
- Feelin' alright
- Just Like a Woman
- Let's Go Get Stoned
- I Don't Need a Doctor
- I Shall Be Released
- With a Little Help from My Friends

Dopo la sua performance, un temporale interruppe il concerto per diverse ore.

#### Country Joe and the Fish
- Rock and Soul Music
- Thing Called Love
- Love Machine
- The "Fish" Cheer/I-feel-like-I'm-fixin'-to-die rag
- Not so Sweet Martha Lorraine

#### Ten Years After
- Good Morning Little Schoolgirl
- I Can't Keep from Crying Sometimes
- I May Be Wrong, But I Won't Be Wrong Always
- Hear Me Calling
- I'm Going Home

#### The Band
- Chest Fever
- Tears of Rage
- We Can Talk
- Don't You Tell Henry
- Don't Do It
- Ain't No More Cane
- Long Black Veil
- This Wheel's on Fire
- I Shall Be Released
- The Weight
- Loving You Is Sweeter Than Ever

#### Blood, Sweat & Tears
- More and More
- I Love You More Than You'll Ever Know
- Spinning Wheel
- I Stand Accused
- Something's Comin' On

#### Johnny Winter
- Mama, Talk to Your Daughter
- To Tell the Truth
- Johnny B. Goode
- Six Feet in the Ground
- Leland Mississippi Blues/Rock Me Baby
- Mean Mistreater
- I Can't Stand It (fu accompagnato dal fratello, Edgar Winter)
- Tobacco Road (con Edgar Winter)
- Mean Town Blues

#### Crosby, Stills, Nash & Young
Iniziarono circa alle tre del mattino, con due esibizioni distinte.
Esibizione acustica
- Suite: Judy Blue Eyes
- Blackbird
- Helplessly Hoping
- Guinnevere
- Marrakesh Express
- 4 + 20
- Mr. Soul
- Wonderin'
- You Don't Have to Cry

Esibizione elettrica
- Pre-Road Downs
- Long Time Gone
- Bluebird
- Sea of Madness
- Wooden Ships
- Find the Cost of Freedom
- 49 Bye-Byes

Neil Young saltò la maggior parte della performance acustica (eseguì solo le sue composizioni Mr. Soul e Wonderin') e rifiutò di essere filmato durante l'altra; Young, ha detto, credeva che la registrazione distraesse sia gli artisti sia il pubblico dalla musica.

#### Paul Butterfield Blues Band
- Everything's Gonna Be Alright
- Driftin'
- Born Under a Bad Sign
- Morning Sunrise
- Love March
- Rumpis Cumpis

#### Sha-Na-Na
- Na-Na Theme
- Jakety Yak
- Teen Angel
- Jailhouse Rock
- Wipe Out
- Who Wrote the Book of Love
- Duke of Earl
- At the Hop
- Na-Na Theme

#### Jimi Hendrix
Dopo che la sua band era stata presentata come "The Jimi Hendrix Experience", Hendrix corresse con il nuovo nome del gruppo: "Gypsy Sun and Rainbows".
- Message to Love
- Hear My Train A Comin'
- Spanish Castle Magic
- Red House (la corda del mi cantino della chitarra di Hendrix si ruppe, ma continuò a suonare la canzone con cinque corde)
- Mastermind (scritta e cantata da Larry Lee)
- Lover Man
- Foxy Lady
- Jam Back at the House
- Izabella
- Gypsy Woman / Aware of Love (queste due canzoni, scritte da Curtis Mayfield, furono cantate insieme da Larry Lee come un medley)
- Fire
- Voodoo Child (Slight Return) / Stepping Stone
- The Star-Spangled Banner (una reinterpretazione dell'inno degli Stati Uniti, eseguita da Hendrix con una forza e dei suoni stranianti che era facile intendere come la sua protesta per la violenza delle politiche degli USA, nella guerra in Vietnam e negli scontri sociali)
- Purple Haze
- Woodstock Improvisation / Villanova Junction
- Hey Joe

Jimi Hendrix aveva insistito per essere l'ultimo ad esibirsi al festival, così il suo numero era stato previsto per la mezzanotte, ma non salì sul palco fino alle nove del mattino di lunedì. La maggior parte degli spettatori aveva dovuto lasciare il festival, così che solo in quasi 200.000 anziché 500.000 ascoltarono Hendrix, in una performance che fu una rarità, per la durata (due ore, la più lunga nella carriera di Hendrix).

## Inviti respinti e mancate partecipazioni
- Gli organizzatori del festival contattarono John Lennon per chiedere la partecipazione dei Beatles (che erano virtualmente separati, ma avrebbero ancora eseguito le ultime incisioni, sciogliendosi ufficialmente nel 1970). Lennon rispose che avrebbero suonato solo se fosse stata invitata pure la Plastic Ono Band, il gruppo di Yōko Ono. Gli organizzatori lasciarono perdere, visto che la Plastic Ono Band non era conosciuta né considerata all'altezza degli altri gruppi, inoltre Lennon stava avendo problemi a rientrare nel Paese a causa di precedenti problemi per possesso di marijuana e per le sue posizioni politiche contro la guerra e il presidente Nixon.
- Bob Dylan era in corso di trattative, ma si tirò indietro a causa della confusione che si stava creando intorno a casa sua, che si trovava proprio nella cittadina di Woodstock oltre che per la poca simpatia nei confronti degli hippie. Decise però di partecipare al secondo Festival dell'Isola di Wight che si tenne pochi giorni dopo, il 30 e 31 agosto, insieme ad alcuni artisti che si erano appena esibiti al festival di Woodstock, avendo scoperto che i compensi sarebbero stati più alti di quelli che avrebbe ricevuto a Woodstock. In quei giorni preferì spostarsi in Inghilterra con la sua famiglia ma fu costretto a rimanere dopo che suo figlio Jesse rimase infortunato, sbattendo la testa contro il pomello della porta della cabina salendo sulla nave, e fu costretto a rimandare la sua partenza alla settimana successiva insieme a The Band[8].
- I Rolling Stones, ancora provati dalla recente morte del loro ex-chitarrista e fondatore Brian Jones, rifiutarono l'invito in quanto Mick Jagger preferì partecipare alle riprese del film Ned Kelly per il quale gli era stato proposto il ruolo da protagonista nei panni del famoso bandito australiano. Inoltre Keith Richards tornò a Londra per assistere alla nascita di suo figlio Marlon, avuto dall'attrice Anita Pallenberg[9]. Stando invece alle parole di Joel Rosenman, semplicemente i Rolling Stones non vennero nemmeno invitati in quanto non in linea con lo stile pacifico del festival, volendo evitare ogni eventualità di risse e disordini (una delle loro canzoni di maggior successo in classifica all'epoca era proprio Street Fighting Man). I Rolling Stones successivamente, rammaricati dell'esclusione al festival (e tentando di rimediare alle critiche per i biglietti troppo costosi del loro ultimo tour americano), organizzarono un proprio evento gratuito che avrebbe dovuto essere "una specie di Woodstock della costa Ovest" ("a kind of Woodstock West"), ovvero l'Altamont Free Concert, il 6 dicembre del 1969, il quale terminò tragicamente con l'uccisione del diciottenne afroamericano Meredith Hunter per opera di alcuni Hell's Angels ingaggiati come security del festival, ed altre tre vittime accidentali[10].
- I Doors si stavano riprendendo da un periodo di guai con la legge, dovuti soprattutto alla presunta oscenità delle esibizioni di Jim Morrison che comunque, anche sotto l'influenza di alcool e droghe, aveva dato agli ultimi concerti un'aria esacerbata e convulsa. Dopo lo "scandalo" del concerto del 1º marzo a Miami, annullarono tutti gli spettacoli in programma, anche per il disagio di Morrison a cantare in grandi spazi aperti: tornarono sulle scene a giugno con grande successo, prendendo in considerazione l'idea di Woodstock ma, come riportato dal chitarrista Robby Krieger, si ritirarono all'ultimo momento in quanto ritennero l'evento una brutta copia del Monterey Pop Festival, saltando così il festival (a cui andò solo il batterista John Densmore), e rimpiangendo subito dopo la decisione[9].
- Anche i Beach Boys vennero contattati, ma non è stato mai rivelato il motivo per cui non suonarono al festival. Il 1969 fu comunque un anno terribile per la band: il gruppo era tormentato da conflitti interni e dai debiti; inoltre il manager Murry Wilson aveva da poco venduto i diritti delle loro canzoni a loro insaputa e ciò ebbe un impatto devastante su Brian Wilson, il quale inoltre viveva pressoché da recluso e stava combattendo con gravi problemi di salute mentale. Probabilmente questi elementi portarono il gruppo a volersi prendere una pausa dalle esibizioni dal vivo.
- Il manager dei Led Zeppelin, Peter Grant, ha detto: "Ci era stato chiesto di andare a Woodstock e all'Atlantic ne erano entusiasti, e così il nostro promoter negli Stati Uniti, Frank Barsalona. Dissi di no perché a Woodstock saremmo stati soltanto un'altra band in scaletta". Nonostante la mancata esibizione al festival i Led Zeppelin intrapresero quella che sarebbe stata la loro tournée estiva di maggior successo. Quel weekend suonarono un po' più a sud, a San Antonio, in Texas (15 agosto) e all'Asbury Park Convention Hall nel New Jersey (16 agosto)[9][11].
- Il duo Simon & Garfunkel venne invitato ma rifiutò l'offerta ufficialmente per affrettarsi nella registrazione del nuovo album Bridge Over Troubled Water, inoltre in quel periodo Art Garfunkel era impegnato nella tormentata lavorazione di Comma 22, il suo debutto come attore cinematografico. Oltre a ciò, le tensioni già acuitesi tra Paul Simon e Art Garfunkel resero impossibile la partecipazione.
- Eric Clapton, intenzionato a partecipare al festival, era da poco reduce dallo scioglimento della sua band, i Cream, e aveva da poco fondato un nuovo gruppo, i Blind Faith. In quei giorni la band era impegnata in un tour estivo negli Stati Uniti (l'unico della loro esistenza) costretta dai discografici che rallentò la fase di scrittura di materiale nuovo e che li costrinse molto spesso a suonare canzoni dei Cream. Gli altri membri della band però votarono contro la partecipazione al festival e convinsero Clapton a dedicarsi maggiormente alla carriera della nuova band la quale però si scioglierà nell'ottobre di quello stesso anno[12].
- I Procol Harum declinarono l'invito perché il festival si sarebbe svolto subito dopo un loro lungo tour e per la nascita imminente del figlio di Robin Trower: la band tornò nel Regno Unito in tempo per la nascita[12].
- The Jeff Beck Group era in scaletta, ma la band si sciolse una settimana prima dell'inizio del festival e non vi partecipò[12].
- Gli Iron Butterfly erano in scaletta e avrebbero dovuto suonare la domenica dell'evento ma rimasero bloccati all'aeroporto LaGuardia di New York e il loro manager cercò di organizzare il resto del loro viaggio in elicottero a qualsiasi prezzo pur di partecipare. A un certo punto, gli elicotteri divennero l'unico mezzo con cui era possibile raggiungere Bethel, isolata dal traffico, ma il coordinatore alla produzione del festival, John Morris, rifiutò la richiesta del manager della band rispondendo con un telegramma sardonico le cui iniziali corrispondevano alla frase "FUCK YOU": "For reasons I can't go into / Until you are here / Clarifying your situation / Knowing you are having problems / You will have to find / Other transportation / Unless you plan not to come.'" (Per ragioni che non posso approfondire / Finché non sarete qui / Chiarire la vostra situazione / Sapendo che state avendo problemi / Dovrete trovare / Un altro trasporto / A meno che non vogliate venire")[13].
- I Moody Blues furono invitati e accettarono la proposta venendo inclusi nella scaletta del festival ma senza spiegazione all'ultimo momento annullarono la partecipazione suonando in quel weekend a Parigi. Anni dopo il cantante Justin Hayward raccontò che la band annullò la partecipazione proprio per optare per il concerto in Francia poiché la band stava iniziando ad avere grande popolarità in quel Paese e poiché temeva che non avrebbero avuto lo stesso cachet a Woodstock. La band si pentì della decisione e successivamente partecipò a Woodstock '94 e Woodstock '99[12][14].
- Gli It's A Beautiful Day, intenzionati a partecipare persero l'occasione per puro caso. Il loro manager Bill Graham disse agli organizzatori del festival che avrebbe fatto suonare i Grateful Dead se avessero incluso nella scaletta anche un'altra delle band che aveva sotto contratto. Gli organizzatori si dimostrarono entusiasti di entrambe le band proposte da Graham - Santana e gli It's a Beautiful Day - a tal punto da non riuscire a decidersi. Venne tirata una moneta e gli It's a Beautiful Day persero.
- I Chicago Transit Authority (successivamente noti semplicemente come Chicago) accettarono l'invito e vennero messi in scaletta, ma il loro promoter, Bill Graham, annullò la partecipazione, apparentemente per far suonare al loro posto Santana, di cui era manager.[15]
- Anche Joni Mitchell avrebbe dovuto esibirsi, ma il suo agente preferì farla apparire quel lunedì al Dick Cavett Show, dalla forte audience a livello nazionale, piuttosto che "sedere in un campo con 500 persone". La Mitchell era stata pure scoraggiata dalle reazioni al suo intervento nell'Atlantic City Pop Festival all'inizio di agosto, quando il pubblico l'aveva così osteggiata da convincerla a interrompere l'esibizione lasciando il palco in lacrime. In seguito, benché non vi avesse partecipato, la Mitchell scrisse ed incise la canzone Woodstock, che divenne una hit di Matthews Southern Comfort e di Crosby, Stills, Nash & Young[16].
- La band canadese Lighthouse, in scaletta, si ritirò all'ultimo momento, sostenendo che non sarebbe stato un buon palcoscenico. Più tardi diversi membri del gruppo si sarebbero detti pentiti della motivazione.
- Vennero invitati anche gli Steel Mill, band in cui all'epoca militava un giovane Bruce Springsteen, la quale, seppur non avesse ancora pubblicato nulla, era diventata localmente un'apprezzata band dal vivo, ma il loro manager rifiutò l'offerta a nome del gruppo preferendo farlo suonare, quel week end, in un piccolo locale della zona.
- Anche gli esordienti Raven di Buffalo, New York, vennero invitati personalmente dall'organizzatore Michael Lang a patto che accettassero l'offerta di assumerlo come loro manager. Il loro manager dell'epoca, Marty Angelo, rifiutò poiché la band era rimasta insoddisfatta dall'aver suonato l'anno precedente al Woodstock Sounds-Outs Festival, sempre organizzato da Lang, durante il quale vennero fischiati per essere stati l'unica band elettrica ad un festival folk, e respinse l'invito credendo che questo nuovo evento non sarebbe stato degno di nota. In quello stesso periodo Angelo, per continuare a seguire i Raven, aveva rifiutato l'offerta di George Harrison, fan della band, di farla entrare sotto la Apple Records. I Raven, a causa dei continui insuccessi, si sciolsero l'anno successivo mentre Angelo in seguito disse di non essersi pentito delle sue scelte[17].
- La cantautrice Laura Nyro era in forse ma a causa della sua paura da palcoscenico decise infine di non partecipare[18].
- Essra Mohawk avrebbe dovuto partecipare per aprire il festival ma la sua casa discografica annullò la partecipazione contro la sua volontà poiché non riteneva l'evento una buona occasione per promuovere la sua carriera[19]. In una intervista successiva Mohawk raccontò di essere riuscita comunque ad ottenere la partecipazione grazie all'amicizia di Michael Lang, ma che la sua macchina, a causa di un errore di percorso, rimase imbottigliata nel traffico insieme agli spettatori, arrivando tardi e perdendo così la sua partecipazione[20].
- I Byrds rifiutarono poiché i membri non ritennero Woodstock un buon affare soprattutto quando seppero degli insicuri compensi per gli artisti al festival. Successivamente i membri della band si dissero pentiti di non avervi partecipato[12].
- Gli Spirit vennero invitati ma rifiutarono perché in quei giorni avevano in programma altre date e preferirono, su consiglio della casa discografica, di partecipare a quelle per promuovere il loro terzo album, Clear, in quanto non si resero conto della portata dell'evento.
- Gli Strawberry Alarm Clock rifiutarono l'invito poiché non ritenevano che il festival sarebbe stato un evento degno di nota[21].
- I Tommy James & The Shondells rifiutarono per sbaglio. Il cantante Tommy James avrebbe spiegato: "Avremmo voluto prenderci a schiaffi da soli. Eravamo alle Hawaii, e la mia segretaria mi chiamò e disse «Sì, ascolta, c'è questo allevatore di maiali nel nord dello Stato di New York che vuole che suoniate in un suo campo». Così è come mi fu presentata la faccenda. Perciò declinammo, e capimmo cosa ci eravamo persi un paio di giorni dopo".
- I Jethro Tull rifiutarono dopo che Ian Anderson, frontman del gruppo, seppur conscio della grandezza dell'evento, decise per il no a causa della sua estrema avversione nei confronti del mondo hippy e di tutto ciò che lo accompagnava, in special modo l'uso di sostanze stupefacenti, l'abuso di bevande alcoliche e gli eccessi in generale. Pare che lo stesso bassista Glenn Cornick sia stato cacciato dalla band in quanto poco compatibile con la personalità di Anderson per simili ragioni.
- Il duo Zager & Evans avrebbe dovuto partecipare al festival per suonare il loro brano In the year 2525 ma alcuni giorni prima dell'evento Rick Evans rimase ferito in un incidente stradale a causa di un guidatore ubriaco[22].
- Roy Rogers venne invitato e gli venne chiesto di chiudere il festival con la canzone Happy Trails ma il suo manager rifiutò la proposta[23].
- Altri invitati che rifiutarono furono Frank Zappa & The Mothers of Invention, Donovan, Johnny Cash, Grand Funk Railroad, Vanilla Fudge, Paul Revere & the Raiders, Arthur Lee e i Love, i Free, I Guess Who, i Poco, i Rascals, Blues Image e i Mind Garage. Anche la leggenda del rock and roll Chuck Berry avrebbe dovuto partecipare al festival, ma non si riuscì a trovare un accordo con l'artista.

## Aneddoti
- L'affluenza di gente a Bethel, soprattutto ragazzi, fu massiccia e immediata. Il traffico bloccò a lungo alcune autostrade dello stato di New York.
- Il sito del festival non era stato attrezzato per tante persone: le strutture sanitarie erano insufficienti, il sistema di pronto soccorso in parte impotente; molti partecipanti si trovarono in difficoltà a causa del clima, per la mancanza di igiene e di cibo.

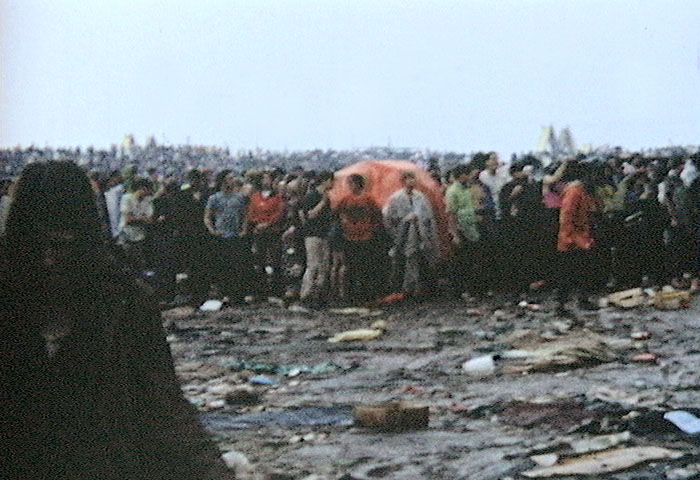
Woodstock durante la pioggia

- I media avrebbero rilevato particolarmente i disagi dei partecipanti e delle città vicine, pur relativi per un evento così grande e imprevisto. L'unico cronista presente nel primo giorno e mezzo del festival, Barnard Collier del New York Times, avrebbe raccontato che i redattori a New York lo incitavano a sottolineare i blocchi stradali, le sistemazioni improvvisate, l'uso di droghe fra i ragazzi e la presunta aggressività di alcuni di loro.
- Collier ha ricordato: "Ogni redattore, fino al redattore capo James Reston, insisteva perché il tono del reportage indicasse una catastrofe sociale in corso. Era difficile persuaderli che la mancanza di incidenti seri e l'affascinante cooperazione, premura e correttezza di così tante persone fosse il punto significativo. Ho dovuto rifiutarmi di scrivere quella storia se non avesse potuto riflettere in larga parte la mia convinzione di testimone oculare, che "pace e amore" era la cosa davvero importante, non le opinioni preconcette dei giornalisti di Manhattan. Dopo molte telefonate acrimoniose, gli editors acconsentirono a pubblicare la storia come la intendevo, e benché aneddoti di ingorghi stradali e piccole illegalità fossero raccontati quasi all'inizio degli articoli, i miei pezzi erano permeati dall'atmosfera autentica di quella assemblea. Dopo che la descrizione della prima giornata comparve sulla prima pagina del New York Times, molti riconobbero che "caso sorprendente e bello stesse avvenendo".
- Benché l'atmosfera del festival fosse straordinariamente serena, si ha notizia di due decessi a Woodstock: uno probabilmente causato da un'overdose di eroina, l'altro per la morte accidentale di un partecipante che dormiva nel sacco a pelo in un campo di fieno limitrofo, venendo investito da un trattore.
- Sembra anche che si siano verificate due nascite (in un'auto ferma nel traffico e in un elicottero) e quattro aborti spontanei.
- John Sebastian dei Lovin' Spoonful si esibì pur non essendo in programma. Mentre stava seduto nel backstage sotto effetto di LSD insieme ad alcuni amici gli venne chiesto di suonare per riempire un momento lasciato vuoto da alcuni artisti ancora in ritardo. La sua voce è la prima cosa che si sente nel disco ufficiale dell'evento, con la ballata acustica "I Had a Dream".
- Fece scalpore la comparsa di Abbie Hoffman sul palco: il leader hippy strappò il microfono a Pete Townshend durante l'esibizione degli Who, non appena finirono di suonare Pinball Wizard. Hoffman gridò: «Penso che questo sia un mucchio di merda! Mentre John Sinclair marcisce in prigione!»; Townshend, che apparentemente non si era accorto dell'uomo che arrivava lentamente in scena, gli urlò di andarsene e lo colpì con la chitarra, facendolo cadere. Poiché il pubblico approvava gridando, tornò al microfono e commentò sarcasticamente: «Vi capisco!». Dopo la canzone seguente, la breve Do You Think It's Alright?, si fece serio: «La prossima fottuta persona che cammina su questo palco verrà uccisa, d'accordo? Potete ridere, sono serio!».
- Hoffman avrebbe negato l'aggressività che era sprigionata nell'episodio (nel suo ultimo libro, Ho deriso il potere, nega che Townshend l'abbia colpito con la sua chitarra e relega l'episodio a mera leggenda metropolitana), ma diverse registrazioni sembrano confermarla. Fu una delle poche note violente in una manifestazione generalmente, coscientemente pacifica.
- John Sinclair, poeta e attivista politico, condannato da poco a nove anni di prigione nel Michigan per avere offerto due spinelli a una poliziotta in borghese, sarebbe stato scarcerato presto, dopo una grande mobilitazione di artisti (John Lennon gli dedicò la ballata John Sinclair) e movimenti. Dopo il festival Townshend avrebbe spiegato che sosteneva la causa della sua liberazione, ma che avrebbe picchiato Hoffman per l'intrusione, indipendentemente dal suo messaggio.
- Max Yasgur, che aveva offerto il suo terreno, parlò con stupore di come mezzo milione di persone, in una situazione che avrebbe permesso risse e saccheggi, avessero creato realmente una comunità motivata dagli ideali di pace e amore. "Se ci ispirassimo a loro" - disse - "potremmo superare quelle avversità che sono i problemi attuali dell'America, nella speranza di un futuro più luminoso e pacifico...".

## Film
- Woodstock - Tre giorni di pace, amore e musica, regia di Michael Wadleigh (1970)
- My Generation, regia di Thomas Haneke e Barbara Kopple (2000)
- Motel Woodstock, regia di Ang Lee (2009)

## Musica
- Woodstock: Music from the Original Soundtrack and More
- Woodstock 2
- Woodstock Diary
- Woodstock: 40 Years On: Back to Yasgur's Farm
- Woodstock 40
- The Best of Woodstock
- Woodstock
- Live at Woodstock
- The Woodstock Experience
- Woodstock: Three Days of Peace and Music

## Galleria d'immagini

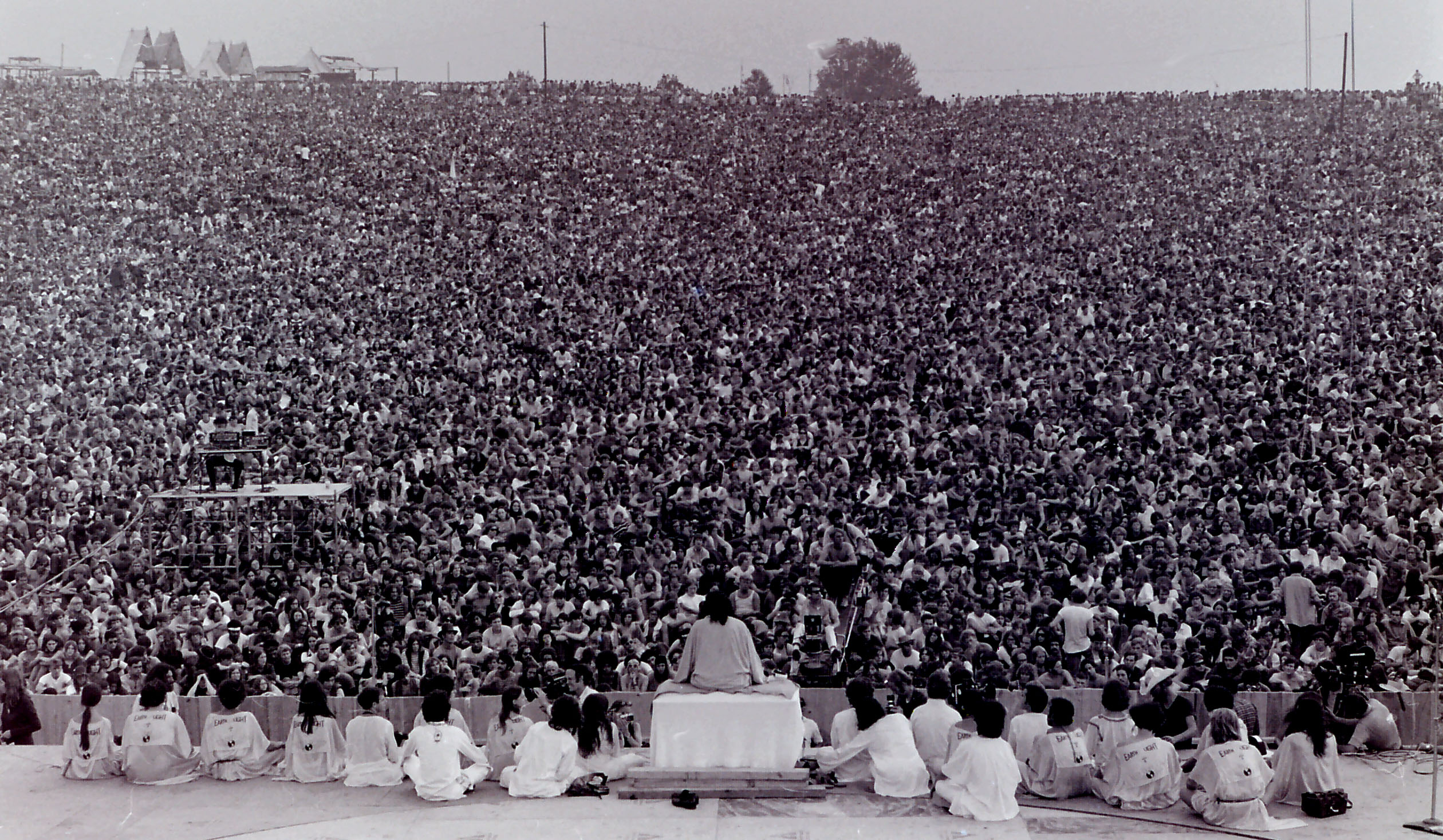
Avvio del festival, discorso di apertura di Swami Satchidananda.
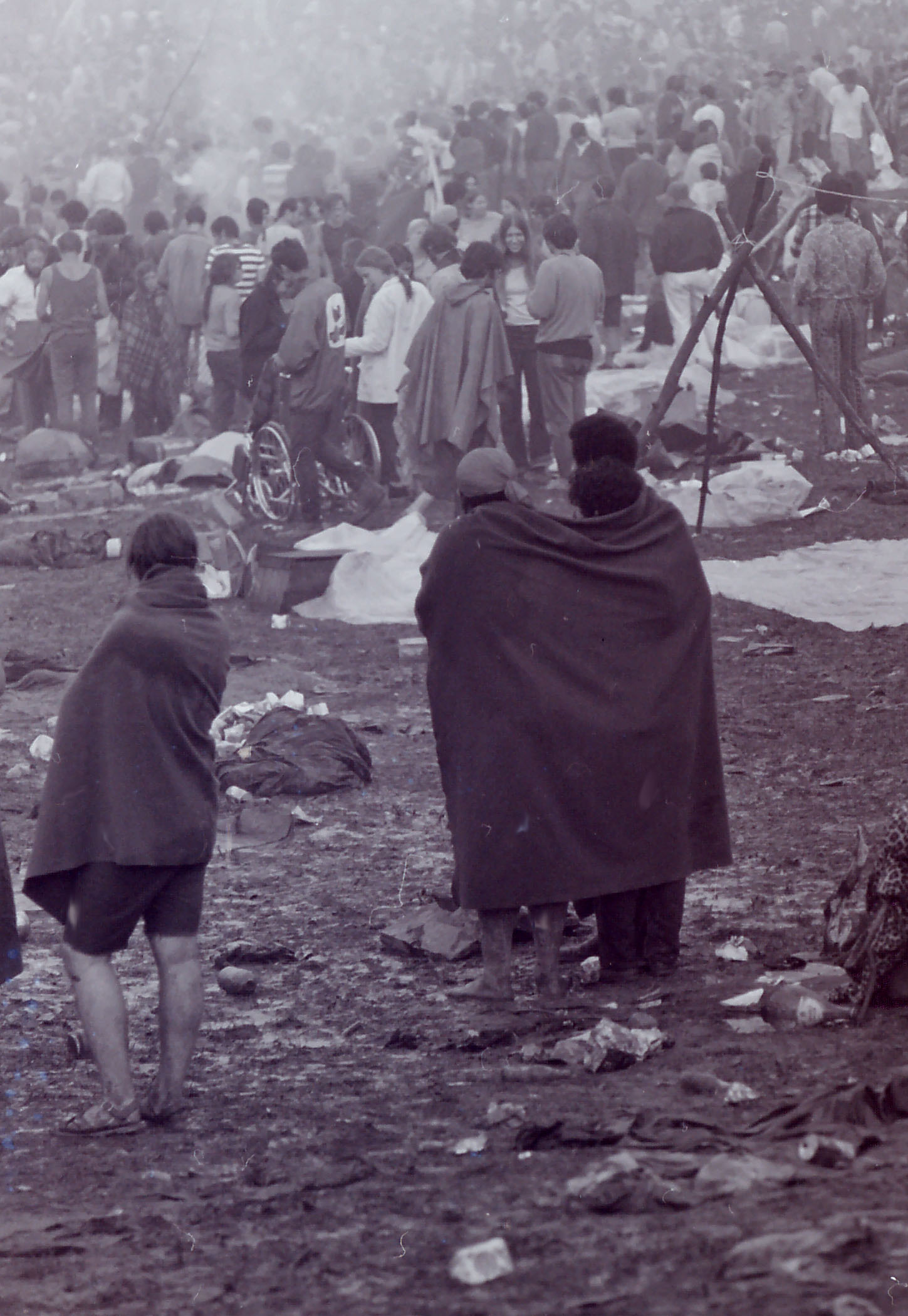
Pioggia
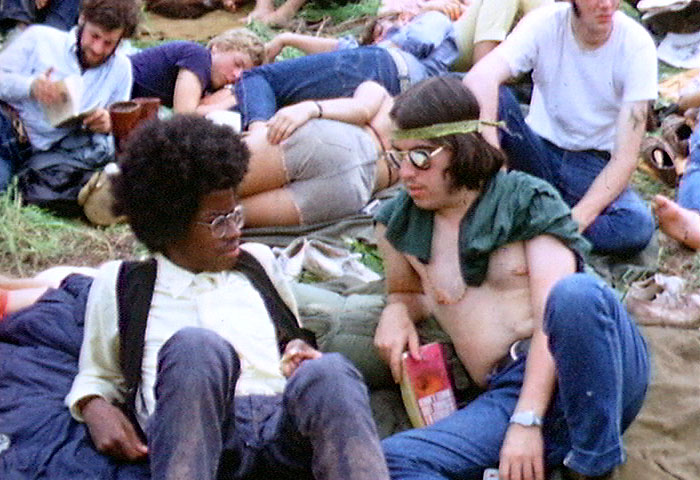
Hippie a Woodstock
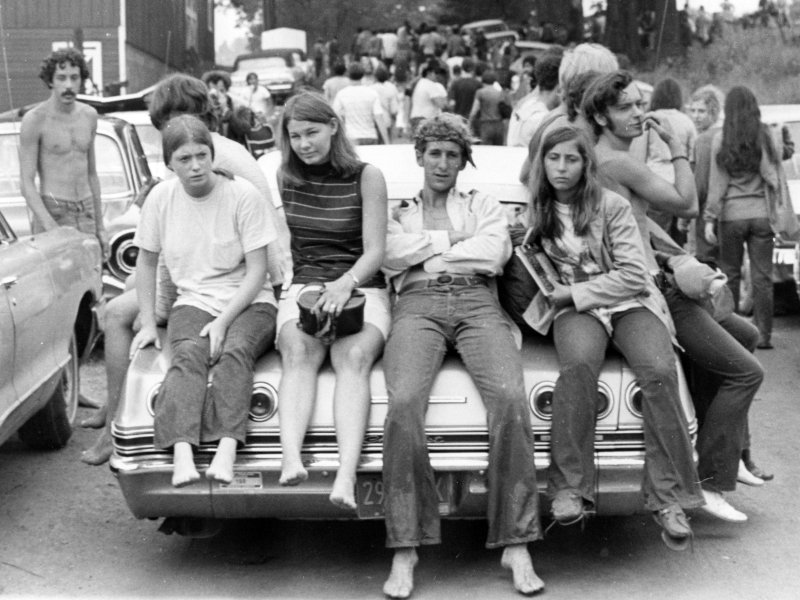
Vicino a Woodstock
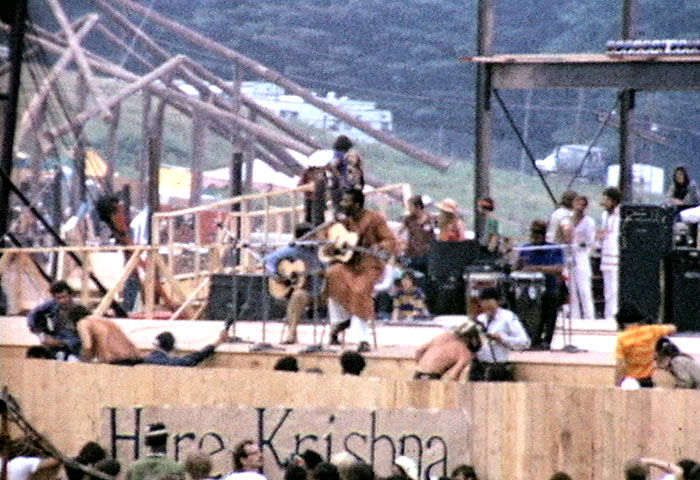
Richie Havens